# Johan Anton Wolff Grip
Johan Anton Wolff Grip, född 30 april 1844 i Bergen, Norge, död 31 mars 1922, var en norsk diplomat.

## Biografi
Wolff Grip tog studenten i Kristiania 1862 och tog cand. jur. 1866. Han var tillförordnad andre sekreterare vid Utrikesdepartementet (UD) 1868, legationssekreterare i Washington, D.C. 1872, i Berlin 1875, i Wien 1880 och i London 1883. I augusti 1882 sändes Grip som särskild sändebud till Hawaii efter klagomål över de norska och svenska utvandrarnas ställning på öarna där. Från denna resa publicerade han sina dagboksanteckningar Rundt om Jorden (1884). Grip blev norsk kammarherre 1876 och blev ministre plénipotentiaire i Madrid 1884. Han var därefter envoyé extraordinaire och ministre plénipotentiaire i Washington från 1889 och tillförordnad generalkonsul från samma år. Vid unionsupplösningen 1905 gick Grip över i svensk tjänst och behöll positionen som Sveriges befullmäktigad minister i Washington fram till 1906.

## Utmärkelser
Wolff Grips utmärkelser:
- Kommendör med stora korset av Nordstjärneorden
- Storkorset av Spanska Carl III:s orden (StkSpCIII:sO)
- Kommendör av 1. klass av Norska Sankt Olavsorden (KNS:tOO1kl)
- Kommendör av Österrikiska Frans Josefsorden (KÖFrJO)
- Riddare av 2. klass av Venezuelas Bolivarorden (RVenBolO2kl)
- Riddare av Danska Dannebrogsorden (RDDO)
- Riddare av 3. klass av Preussiska Röda örns orden (RPrRÖO3kl)